# Иванов, Олег Андриянович
Оле́г Андрия́нович Ивано́в  (28 марта 1938, Муромцево, Омская область — 17 сентября 2018, Екатеринбург) — советский и российский физик, доктор физико-математических наук, профессор, заведующий кафедрой физики магнитных явлений (1984—2003), декан физического факультета (1986—1989) Уральского государственного университета.

## Биография
В 1960 г. окончил физико-математический факультет Уральского университета, прошёл путь от ассистента до профессора.
В 1966 г. защитил кандидатскую диссертацию по теме «Особенности магнитных свойств порошков кобальтового и бариевого ферритов».
В 1984 году защитил докторскую диссертацию и возглавил кафедру магнетизма. В 1987 году присвоено звание профессор.
Член диссертационного совета Д 212.285.24. Подготовил 6 кандидатов наук, двое из которых стали докторами физико-математических наук.
Скончался 17 сентября 2018 года в Екатеринбурге. Похоронен на Сибирском кладбище.

## Научная деятельность
Создатель и руководитель научного направления по физике ультрадисперсных сред низкоанизотропных магнетиков. Занимался исследованием магнитных свойств аморфных систем, мёссбауэровской спектроскопией.

## Награды и звания
- Премия Уральского университета за цикл работ «Магнитные свойства ультрадисперсных сред низкоанизотропных ферромагнетиков»(вторая премия, 1986)[7].
- Академик Метрологической академии России (1992)[8].
- Почетный профессор Уральского государственного университета (2003)[9][10].
- Почётный работник высшего профессионального образования Российской Федерации[11].

## Публикации
Опубликовал более 120 научных работ, соавтор 2 монографий. Имеет патенты на изобретения.
- Иванов О. А., Катаев В. А., Скулкина Н. А. Степанова Е. А. Аморфные и нанокристаллические сплавы системы Fe–Si–B // Магнетизм наносистем на основе редкоземельных и 3d-переходных металлов / Васьковский В. О. (ред. ). — Хрестоматия. — Екатеринбург: УрГУ, 2007. — С. 175—219. — 263 с. — ISBN 978-5-7996-0361-8.
- Скулкина Н.А., Иванов О.А. Магнитомягкие материалы. Физические воздействия и магнитные свойства. — Saarbrucken, Germany: LAMBERT Aсademic Publishing, 2010. — P. 404.
- 2016, Mechanisms of the Magnetic Properties Improvement of Amorphous Soft Magnetic Fe- and Co-based Alloys as a Result of the in-air Heat Treatment. Skulkina, N. A.; Ivanov, O. A.; Stepanova, E. A.; Shubina, L. N.; Kuznetsov, P. A.; Mazeeva, A. K.
- 2013, Effect of chemically active medium on frequency dependence of magnetic losses in soft magnetic Fe-based amorphous alloys. Skulkina, N. A.; Ivanov, O. A.; Stepanova, E. A.; Pavlova, I. O.
- 2013, Effect of parameters of heat treatment on magnetic properties and magnetization distribution in ribbons of amorphous soft magnetic iron-based alloys. Skulkina, N. A.; Ivanov, O. A.; Pavlova, I. O.; Minina, O. A.

### Перечни публикаций
- Перечень публикаций в РИНЦ,